# Griggs megye
Griggs megye az Amerikai Egyesült Államokban, azon belül Észak-Dakota államban található. Megyeszékhelye és legnagyobb városa Cooperstown. Lakosainak száma 2306 fő (2020. április 1.). Griggs megye Nelson, Steele, Barnes, Stutsman, Foster és Eddy megyékkel határos.

## Népesség
A megye népességének változása:
| Lakosok száma | 2407 | 2370 | 2357 | 2296 | 2314 | 2306 |
|               | 2010 | 2011 | 2012 | 2013 | 2015 | 2020 |